# Igor Tałankin
Igor (Indrustij) Wasiljewicz Tałankin, ros. И́горь (Индустрий) Васи́льевич Тала́нкин (ur. 3 października 1927 w Bogorodzku, zm. 24 lipca 2010 w Moskwie) – rosyjski reżyser i scenarzysta filmowy.
Tworzył głównie adaptacje dzieł literackich. W 1960 wraz z Gieorgijem Daneliją wyreżyserował pełen liryzmu i humoru film Sierioża. Otrzymali za niego Kryształowy Globus na MFF w Karlowych Warach. W 1963 samodzielnie nakręcił Ewakuację na podstawie opowiadania Wiery Panowej – dramatyczną opowieść o wojennych przeżyciach dzieci. Obraz wyróżniono Nagrodą Specjalną Jury na 24. MFF w Wenecji.
Inne znane jego filmy to m.in. nominowana do Oscara biografia filmowa Czajkowski (1969), Ojciec Sergiusz (1978) według Lwa Tołstoja, Biesy (1992) według Fiodora Dostojewskiego. Był również twórcą filmów publicystyczno-politycznych.
Został pochowany na Cmentarzu Daniłowskim w Moskwie.

## Filmografia
- 1960: Sierioża (Серёжа) (razem z Gieorgijem Daneliją)[2]
- 1962: Ewakuacja (Вступление)[2]
- 1966: Dzienne gwiazdy (Дневные звёзды)[2]
- 1969: Czajkowski (Чайковский)[2]
- 1974: Wybór celu (Выбор цели)[2]
- 1978: Ojciec Sergiusz
- 1992: Biesy

## Odznaczenia
- Zasłużony Działacz Sztuk RFSRR (1965)
- Ludowy Artysta RFSRR (1974)[3]
- Ludowy Artysta ZSRR (1988)